# Sień Sali Kolumnowej na Wawelu
Sień Sali Kolumnowej na Wawelu – jedno z pomieszczeń Zamku Królewskiego na Wawelu, wchodzące w skład ekspozycji Prywatnych Apartamentów Królewskich. Z sali prowadzi wyjście na schody Senatorskie. Znajduje się tu obraz Apoteza Jana III pędzla Bacciarellego.